# Kathy Sierra
Kathy Sierra (née en 1957) est une instructrice de programmation américaine et développeuse de jeux vidéo,.